# باولينيو
جوزيه باولو بيزيرا ميشيل جونيور (بالبرتغالية: José Paulo Bezerra Maciel Júnior؛ مواليد 25 يونيو 1988) والمعروف بـ باولينيو. هو لاعب كرة قدم برازيلي سابق لعب مع المنتخب البرازيلي.

## مسيرته الكروية

### مسيرته المبكرة
بدأ باولينيو مسيرته في اللعب مع باو دي أسوكر، وانضم إلى فريق الشباب في عام 2004. بعد فشله في المشاركة مع الفريق الأول، انضم باولينيو إلى نادي فيلنيوس الليتواني في عام 2006. ولعب بشكل جيد للنادي خلال موسمين قضاها في ليتوانيا، وسجل خمسة أهداف من 38 مباراة محلية، ولكن في نهاية موسم 2007، هبط فيلنيوس إلى الدرجة الثانية وغادر باولينيو النادي حيث انتقل إلى بولندا، ووقع مع فريق وودج. بعد موسم واحد في بولندا حيث لعب باولينيو 17 مباراة في الدوري، عاد إلى البرازيل ولأول فريقه له وهو باو دي أسوكر في صيف عام 2008. بعد موسم واحد ناجح، انتقل باولينيو مرة أخرى، وانضم إلى فريق براغانتينو بالدوري البرازيلي الدرجة الثانية في عام 2009.

### كورينثيانز
بعد قضاء موسم 2009 بشكل جيد مع فريقه ريد بل براغانتينو، وعلى الرغم من تسجيله ل 7 أهداف في مرحلة الاقصائيات من أجل التأهل للدوري الأول، إلا أن ذلك لم يشفع لفريقه بالمشاركة في الدوري البرازيلي الدرجة الأولى، لكن مهاراته الكبيرة جلبت انتباه الصحافة ومختلف النقاد المهتمين بالبطولة البرازيلية؛ مما جعله يوقع عقدا مع نادي كورينثيانز في يناير من سنة 2010. فاز باولينيو بكأس ليبرتادوريس سنة 2012 مع فريقه كورينثيانز، كما شارك في نفس السنة في كأس العالم للأندية والتي نٌظمت في اليابان.

### توتنهام هوتسبير
في 6 من شهر يوليو وقع اللاعب عقدا مع الفريق الإنجليزي توتنهام وذلك في صفقة بلغت قيمتها 20 مليون يورو. شارك مع هذا الفريق اللندني في 45 مباراة في الدوري الإنجليزي الممتاز، سجل خلالها 6 أهداف، كما شارك في 13 مباراة في الدوري الأوروبي وسجل من خلالها هدفين.

### غوانغجو إفرغراند
وفي 29 يونيو 2015، وقع باولينيو عقدا رسميا مع الفريق الصيني غوانجو، حيث تدرب هناك على يد مدربه السابق لويس فيليبي سكولاري، هذا وقد بلغت قيمة صفقة الانتقال 14 مليون يورو. وقد شارك مع الفريق الصيني في دوري أبطال آسيا، كما شارك في نفس السنة في كأس العالم للأندية والذي نظمته اليابان أيضا.

### برشلونة
في 14 أغسطس من سنة 2017، أعلن نادي برشلونة عن ضمه لللاعب البرازيلي باولينيو وذلك بعدما دفع قيمة الشرط الجزائي والتي بلغت 40 مليون يورو لصالح نادي غوانغجو إفرغراند تاوباو.

### عودته لغوانغجو إفرغراند
في 8 يوليو 2018، أعاد غوانغجو إفرغراند تاوباو التوقيع مع باولينيو في صفقة إعارة لمدة عام واحد. كما وافق النادي على خيار إعادة شراء باولينيو بعد انتهاء فترة الإعارة. شارك لأول مرة في 18 يوليو، حيث لعب المباراة بأكملها في الفوز 4–0 على أرضه أمام قويتشو. في 29 يوليو، سجل في مباراته الثانية في الدوري في الفوز 5–0 على أرضه أمام تشونغتشينغ ليانغجيانغ الرياضي.
في 4 يناير 2019، مارس غوانغجو إفرغراند تاوباو خيار إعادة الشراء ووقع مع باولينيو مقابل 42 مليون يورو.
في 21 يونيو 2021، تم تسريحه من عقده بعد اتفاق متبادل بسبب جائحة فيروس كورونا.

### الأهلي
في 22 يوليو 2021، أعلن النادي الأهلي السعودي عن التعاقد مع باولينيو لمدة ثلاث سنوات.
لكنه لم يدم طويلاً معه ففي 18 سبتمبر 2021م أعلن نادي الأهلي السعودي عن إنهاء عقد اللاعب بالتراضي بين الطرفين.

## مسيرته الدولية

### بداياته

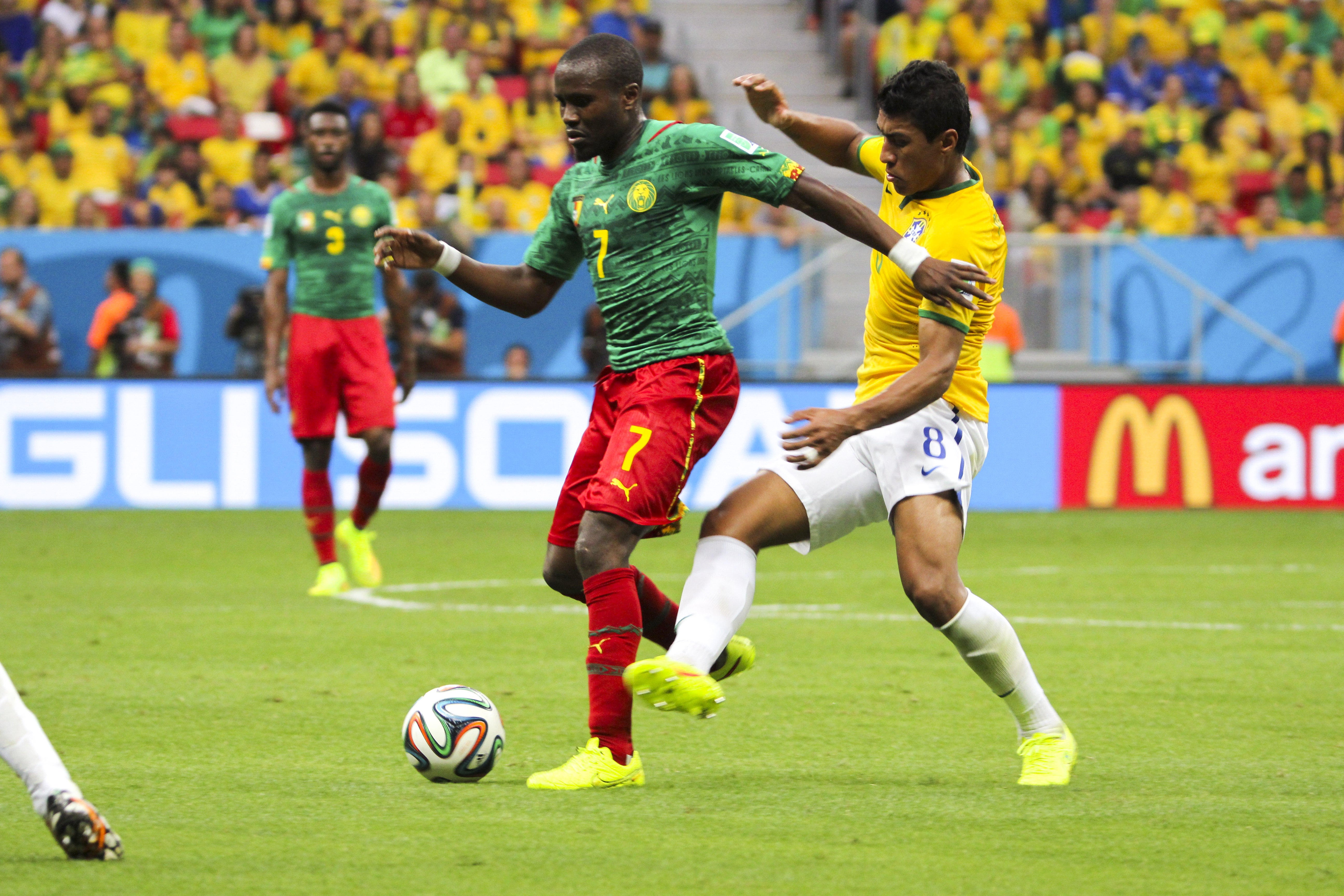
باولينيو في مواجهة لاعب خط وسط المنتخب الكاميروني لاندري نغويمو في كأس العالم 2014 بتاريخ 23 يونيو

بدأ مشواره التهديفي مع منتخب البرازيل في 14 سبتمبر 2011 وذلك في مباراة ودية أمام منتخب الأرجنتين.

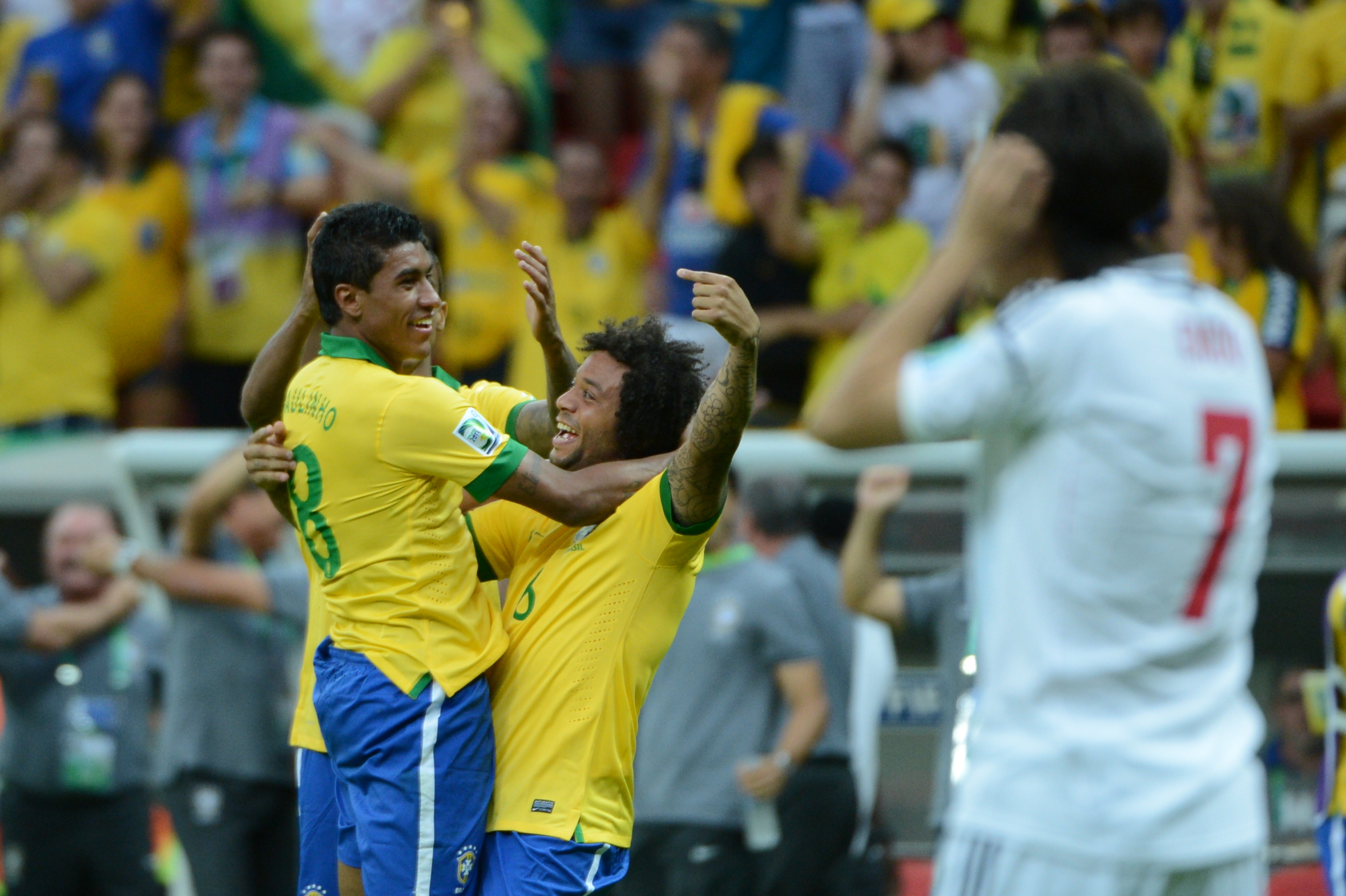
فرحة اللاعب باولينيو رفقة زميله مارسيلو بعد هدف في مرمى اليابان وذلك في كأس القارات 2013

كما شارك مع منتخب بلاده في كأس القارات 2013، ثم في كأس العالم 2014 حيث لعب في البطولة القارية الأولى 4 مباريات، ثم 6 مباريات في البطولة العالمية.

### كأس العالم 2018
سجل اللاعب باولينيو أول هاتريك له مع منتخب البرازيل وذلك في مباراة أمام الأوروغواي ضمن التصفيات المؤهلة لكأس العالم 2018 المقام في روسيا.
في مايو 2018، أستدعي للمشاركة مع المنتخب في كأس العالم 2018 في روسيا. في 27 يونيو سجل باولينيو أول أهدافه في كأس العالم في المباراة التي فازت بها البرازيل 2–0. كما حصل على جائزة رجل المباراة.

## الإحصائيات

### النادي
آخر تحديث 31 ديسمبر 2020. 
| النادي                   | الموسم   | الدوري                          | الدوري | الدوري  | الكأس  | الكأس   | قاري   | قاري    | أخرى   | أخرى    | المجموع | المجموع |
| النادي                   | الموسم   | الدرجة                          | الظهور | الأهداف | الظهور | الأهداف | الظهور | الأهداف | الظهور | الأهداف | الظهور  | الأهداف |
| ------------------------ | -------- | ------------------------------- | ------ | ------- | ------ | ------- | ------ | ------- | ------ | ------- | ------- | ------- |
| فيلنيوس                  | 2006     | الدوري الليتواني                | 17     | 2       | —      | —       | —      | —       | —      | —       | 17      | 2       |
| فيلنيوس                  | 2007     | الدوري الليتواني                | 21     | 3       | —      | —       | —      | —       | —      | —       | 21      | 3       |
| فيلنيوس                  | المجموع  | المجموع                         | 38     | 5       | 0      | 0       | 0      | 0       | 0      | 0       | 38      | 5       |
| وودج                     | 2007–08  | الدوري البولندي الممتاز         | 17     | 0       | 5      | 1       | —      | —       | —      | —       | 22      | 1       |
| باو دي أسوكر             | 2008     | —                               | —      | —       | —      | —       | —      | —       | 19     | 1       | 19      | 1       |
| باو دي أسوكر             | 2009     | —                               | —      | —       | —      | —       | —      | —       | 20     | 6       | 20      | 6       |
| باو دي أسوكر             | المجموع  | المجموع                         | 0      | 0       | 0      | 0       | 0      | 0       | 39     | 7       | 39      | 7       |
| براغانتينو               | 2009     | الدوري البرازيلي الدرجة الثانية | 28     | 6       | —      | —       | —      | —       | —      | —       | 28      | 6       |
| براغانتينو               | 2010     | الدوري البرازيلي الدرجة الثانية | 0      | 0       | —      | —       | —      | —       | 18     | 8       | 18      | 8       |
| براغانتينو               | المجموع  | المجموع                         | 28     | 6       | 0      | 0       | 0      | 0       | 18     | 8       | 46      | 14      |
| كورينثيانز               | 2010     | الدوري البرازيلي                | 27     | 4       | —      | —       | 1      | 0       | —      | —       | 28      | 4       |
| كورينثيانز               | 2011     | الدوري البرازيلي                | 35     | 8       | —      | —       | 1      | 0       | 20     | 3       | 56      | 11      |
| كورينثيانز               | 2012     | الدوري البرازيلي                | 23     | 7       | —      | —       | 14     | 3       | 15     | 3       | 52      | 13      |
| كورينثيانز               | 2013     | الدوري البرازيلي                | 1      | 1       | —      | —       | 8      | 2       | 16     | 3       | 25      | 6       |
| كورينثيانز               | المجموع  | المجموع                         | 86     | 20      | 0      | 0       | 24     | 5       | 51     | 9       | 161     | 34      |
| توتنهام هوتسبير          | 2013–14  | الدوري الإنجليزي الممتاز        | 30     | 6       | 2      | 1       | 5      | 1       | —      | —       | 37      | 8       |
| توتنهام هوتسبير          | 2014–15  | الدوري الإنجليزي الممتاز        | 15     | 0       | 7      | 1       | 8      | 1       | —      | —       | 30      | 2       |
| توتنهام هوتسبير          | المجموع  | المجموع                         | 45     | 6       | 9      | 2       | 13     | 2       | 0      | 0       | 67      | 10      |
| غوانغج و إفرغراند        | 2015     | الدوري الصيني الممتاز           | 13     | 2       | 0      | 0       | 6      | 1       | 3      | 2       | 22      | 5       |
| غوانغج و إفرغراند        | 2016     | الدوري الصيني الممتاز           | 30     | 8       | 8      | 3       | 5      | 0       | 1      | 0       | 44      | 11      |
| غوانغج و إفرغراند        | 2017     | الدوري الصيني الممتاز           | 20     | 7       | 0      | 0       | 8      | 5       | 1      | 0       | 29      | 12      |
| غوانغج و إفرغراند        | المجموع  | المجموع                         | 63     | 17      | 8      | 3       | 19     | 6       | 5      | 2       | 95      | 28      |
| برشلونة                  | 2017–18  | الدوري الإسباني                 | 34     | 9       | 6      | 0       | 9      | 0       | 0      | 0       | 49      | 9       |
| غوانغجو إفرغراند (إعارة) | 2018     | الدوري الصيني الممتاز           | 19     | 13      | 0      | 0       | 0      | 0       | 0      | 0       | 19      | 13      |
| غوانغجو إفرغراند         | 2019     | الدوري الصيني الممتاز           | 29     | 19      | 1      | 0       | 12     | 3       | —      | —       | 42      | 22      |
| غوانغجو إفرغراند         | 2020     | الدوري الصيني الممتاز           | 20     | 12      | 0      | 0       | 0      | 0       | —      | —       | 20      | 12      |
| غوانغجو إفرغراند         | المجموع  | المجموع                         | 68     | 44      | 1      | 0       | 12     | 3       | 0      | 0       | 81      | 47      |
| الأهلي                   | 2021–22  | دوري المحترفين السعودي          | 4      | 2       | 0      | 0       | 0      | 0       | 0      | 0       | 0       | 0       |
| الإجمالي                 | الإجمالي | الإجمالي                        | 382    | 108     | 29     | 6       | 77     | 16      | 113    | 26      | 597     | 155     |

1. ↑  تشمل مسابقات الكأس المحلية مثل كأس بولندا، و كأس رابطة الأندية البولندية، وكأس الاتحاد الإنجليزي وكأس رابطة الأندية الإنجليزية المحترفة، وكأس الاتحاد الصيني، وكأس ملك إسبانيا.

1. ↑  مباراة واحدة وهدف واحد في كأس بولندا، أربع مباريات في كأس رابطة الأندية البولندية
2. ↑  المباريات في بطولة ساو باولو من الدرجة الثانية
3. ↑  المباريات في بطولة ساو باولو السلسلة أ3
4. 1 2 3  المباريات في بطولة باوليستا
5. 1 2 3 4  المباريات كوبا ليبرتادوريس
6. ↑  13 مباراة و3 أهداف في بطولة باوليستا، ومباراتين في كأس العالم للأندية
7. 1 2  المباريات في الدوري الأوروبي
8. ↑  ثلاثة مباريات في كأس الاتحاد الإنجليزي، وأربع مباريات في كأس رابطة الأندية الإنجليزية المحترفة
9. 1 2 3  المباريات في دوري أبطال آسيا
10. ↑  المباريات في كأس العالم للأندية
11. 1 2  المباريات في كأس السوبر الصيني [الإنجليزية]
12. ↑  المباريات في دوري أبطال أوروبا

### المنتخب
آخر تحديث 20 نوفمبر 2018. 
| المنتخب الوطني | العام   | الظهور | الأهداف |
| -------------- | ------- | ------ | ------- |
| البرازيل       | 2011    | 1      | 0       |
| البرازيل       | 2012    | 7      | 2       |
| البرازيل       | 2013    | 16     | 3       |
| البرازيل       | 2014    | 8      | 0       |
| البرازيل       | 2016    | 5      | 1       |
| البرازيل       | 2017    | 9      | 5       |
| البرازيل       | 2018    | 10     | 2       |
| المجموع        | المجموع | 56     | 13      |

#### الأهداف دولية
| #   | التاريخ        | المكان                                       | الخصم      | الهدف | النتيجة | المسابقة               |
| --- | -------------- | -------------------------------------------- | ---------- | ----- | ------- | ---------------------- |
| 1.  | 19 سبتمبر 2012 | ملعب سيرا دورادا، غويانيا، البرازيل          | الأرجنتين  | 1–1   | 2–1     | ودية                   |
| 2.  | 16 أكتوبر 2012 | ملعب مييسكي، فروتسواف، بولندا                | اليابان    | 1–0   | 4–0     | ودية                   |
| 3.  | 2 يونيو 2013   | ملعب ماراكانا، ريو دي جانيرو، البرازيل       | إنجلترا    | 2–2   | 2–2     | ودية                   |
| 4.  | 15 يونيو 2013  | ملعب ماني غارينشا الوطني، برازيليا، البرازيل | اليابان    | 2–0   | 3–0     | كأس القارات 2013       |
| 5.  | 26 يونيو 2013  | ملعب مينيراو، بيلو هوريزونتي، البرازيل       | الأوروغواي | 2–1   | 2–1     | كأس القارات 2013       |
| 6.  | 10 نوفمبر 2016 | ملعب مينيراو، بيلو هوريزونتي، البرازيل       | الأرجنتين  | 3–0   | 3–0     | تصفيات كأس العالم 2018 |
| 7.  | 23 مارس 2017   | ملعب سنتيناريو، مونتيفيديو، الأوروغواي       | الأوروغواي | 1–1   | 4–1     | تصفيات كأس العالم 2018 |
| 8.  | 23 مارس 2017   | ملعب سنتيناريو، مونتيفيديو، الأوروغواي       | الأوروغواي | 2–1   | 4–1     | تصفيات كأس العالم 2018 |
| 9.  | 23 مارس 2017   | ملعب سنتيناريو، مونتيفيديو، الأوروغواي       | الأوروغواي | 4–1   | 4–1     | تصفيات كأس العالم 2018 |
| 10. | 31 أغسطس 2017  | ملعب غريميو، بورتو أليغري، البرازيل          | الإكوادور  | 1–0   | 2–0     | تصفيات كأس العالم 2018 |
| 11. | 10 أكتوبر 2017 | أليانز باركي، ساو باولو، البرازيل            | تشيلي      | 1–0   | 3–0     | تصفيات كأس العالم 2018 |
| 12. | 23 مارس 2018   | ملعب لوجنيكي، موسكو، روسيا                   | روسيا      | 3–0   | 3–0     | ودية                   |
| 13. | 27 يونيو 2018  | أوتكريتيي أرينا، موسكو، روسيا                | صربيا      | 1–0   | 2–0     | كأس العالم 2018        |

## الإنجازات

### النادي
كورينثيانز
- الدوري البرازيلي: 2012[26]
- بطولة باوليستا: 2013[27]
- كأس ليبرتادوريس: 2012[28]
- كأس العالم للأندية: 2012[29]

غوانغجو إفرغراند
- دوري أبطال آسيا: 2015
- الدوري الصيني الممتاز: 2015، 2016
- كأس الاتحاد الصيني: 2016
- كأس السوبر الصيني: 2016، 2017

برشلونة
- الدوري الإسباني: 2017–18
- كأس ملك إسبانيا: 2017–18

### المنتخب
البرازيل
- السوبر كلاسيكو: 2011[30]، 2012[31]
- كأس القارات: 2013[32]

### الفردية
- فريق العام للدوري البرازيلي: 2011، 2012[33][34]
- جائزة الكرة الفضية البرازيلية: 2011, 2012[35]
- الكرة البرونزية في كأس القارات: 2013[36]
- فريق بطولة كأس القارات: 2013
- فريق العام للدوري الصيني الممتاز: 2016،[37] 2018، 2019
- أفضل لاعب في الدوري الصيني الممتاز: 2019[38]

## وصلات خارجية
- باولينيو على موقع الاتحاد الدولي (مؤرشف)  (الإنجليزية)
- باولينيو على موقع الاتحاد الأوربي (الإنجليزية)
- باولينيو على موقع قاعدة بيانات كرة القدم.إي يو (الإنجليزية)
- باولينيو على موقع ليكيب (الفرنسية)
- باولينيو على موقع ناشيونال فوتبول تيمز (الإنجليزية)
- باولينيو على موقع Soccerbase.com (لاعب) (الإنجليزية)
- باولينيو على موقع Soccerway.com (الإنجليزية)
- باولينيو على موقع عالم كرة القدم.نت (الإنجليزية)
- باولينيو على موقع كووورة
- باولينيو على موقع AS.com (الإسبانية)